# 老挝人民革命党第十一次全国代表大会
老挝人民革命党第十一次全国代表大会（简称老挝人革党十一大）於2021年1月13日至15日在老挝万象召开。老挝人民革命党全国代表大会每5年举行一次。

## 会议背景
2020年12月4日至6日，老挝政府总理通伦·西苏里率领老挝政府高级代表团于对越南进行访问并共同主持召开越南与老挝政府间联合委员会第43次会议。
2020年12月22日，中共中央总书记、国家主席习近平应约同老挝人民革命党中央总书记、国家主席本扬通电话。

## 会议内容
大会的四项议程分别为：
1. 审议通过老挝人民革命党中央总书记本扬做的政治报告
2. 审议通过政府总理通伦做的第九个国家社会经济发展五年计划报告
3. 审议通过有关修改党的章程的报告
4. 选举第十一届中央委员会成员

大会的主题为“加强全民大团结、更深层次实施革新路线，使经济社会发生巨大变化，提高人民生活质量，坚持把国家摆脱欠发达状况和走向社会主义的目标”

## 总体流程
老挝时间2021年1月13日上午，老挝人民革命党第十一次全国代表大会在首都万象国家会议中心开幕，代表老挝全国35万名党员的768名代表出席会议。

### 本届选举
14日，768名代表选举出第十一届中央委员会71名委员和10名候补委员。第十届中央总书记本扬未参加选举。
15日上午，第十一届中央委员会举行第一次会议，选举13人组成的中央政治局、9人组成的中央书记处，通伦当选中央总书记。另选举中央政治局委员坎潘为中纪委书记。

## 影响

### 政治宣传
- 老挝《万象时报》13日报道称，“党代会是老挝最重要的政治事件，大会将强调过去五年，在党的领导下取得的社会经济发展成就，并筹划未来五年的目标”。
- 老挝《万象时报》15日报道称，老挝人革党中央总书记通常将担任国家主席，“下个月将选举产生新一届国会代表，而后新的第九届国会将很快选举新的国家主席和总理，审议批准新的内阁成员名单”，“新的党的领导集体将面临带领老挝克服财政困难和新冠肺炎疫情危机、摆脱最不发达国家地位的巨大挑战”。

### 各方反应
- 2021年1月13日，中国共产党中央委员会致电祝贺老挝人民革命党第十一次全国代表大会召开[5]。15日，中共中央总书记习近平致电通伦，祝贺其当选老挝人民革命党中央总书记[6]。
- 2021年1月13日，朝鲜劳动党中央委员会向老挝人民革命党第十一次代表大会发去贺电[7]。
- 2021年1月13日，越南共产党中央委员会致电祝贺老挝人民革命党召开第十一次全国代表大会[8]。15日，越共中央总书记阮富仲致电祝贺老挝人民革命党中央委员会总书记[9]。
- 2021年1月21日，中共中央总书记、国家主席习近平同老挝人民革命党中央总书记通伦通电话[10]。